# Aeroportul Rosecrans Memorial
Aeroportul Rosecrans Memorial (IATA: STJ, ICAO: KSTJ, FAA LID: STJ) este un aeroport din Comitatul Buchanan, Missouri, Missouri, Statele Unite ale Americii. Aeroportul a fost tranzitat în 2019 de 24 de pasageri.
Situat la o altitudine de 252 m, aeroportul dispune de 2 piste.

## Infrastructură

### Piste
Aeroportul dispune de 2 piste. Pista 13/31 are suprafața de beton și dimensiunile 4.797 picioare × 75 picioare. Pista 17/35 are suprafața de beton și dimensiunile 8.061 picioare × 150 picioare. 